# Charlene Choi
Pour les articles homonymes, voir Choi.
Charlene Choi (chinois : 蔡卓妍), née le 22 novembre 1982 à Vancouver, est une actrice et chanteuse hongkongaise. Elle est surtout connue en tant que membre du girl group de cantopop « Twins », aux côtés de Gillian Chung.

## Biographie
Choi est née à Vancouver (Canada). Elle a déménagé avec sa famille à Hong Kong quelques années plus tard. Elle parle couramment le cantonais et le mandarin. Charlene Choi a fait ses études dans un certain nombre d'institutions. Après son passage à l'école Rosaryhill, où de nombreuses stars de la pop ont étudié, elle a commencé à travailler à temps plein comme mannequin à Hong Kong. Elle a été repérée par Emperor Entertainment Group, et a ensuite rejoint Gillian Chung pour former le groupe de cantopop « Twins ».

### Débuts
Choi est devenue une actrice à succès à Hong Kong, grâce au soutien des acteurs suivants : Andy Lau, Eason Chan, Jay Chou, Mike He, Wu Chun et Nicholas Tse. Elle a écrit un article décrivant sa carrière d'actrice :« Avant, je partageais avec tout le monde certaines de mes expériences. Cette fois, je veux parler de films. En tant qu'artiste, chaque fois que je travaille, je dois montrer le meilleur côté de moi et donner de bons résultats. Par conséquent, je suis souvent de bonne humeur. Lorsque je suis libre, j'aime regarder des films romantique. Les films d'horreur, je ne peux pas supporter. Je suis plus pour les films calmes, j'aime les comédies, et aussi les documentaires sur l'être humain. »

## Discographie
Discographie du groupe Twins avec Gillian Chung.

### Albums en solo
- 2008 : Make a Wish
- 2009 : Two Without One
- 2009 : Another Me
- 2010 : As A Sa
- Octobre 2010 : Beauty Remains

## Filmographie

### Films
| Année | Titre                                 | Rôle                                                      |
| ----- | ------------------------------------- | --------------------------------------------------------- |
| 2000  | What Is a Good Teacher                | Cameo                                                     |
| 2001  | Funeral March                         | Ginnie                                                    |
| 2001  | Heroes in Love                        | Charlene                                                  |
| 2002  | Just One Look                         | Ah-Nam                                                    |
| 2002  | My Wife Is 18                         | Yoyo Ma Suk-Ling                                          |
| 2002  | Summer Breeze of Love                 | Choi Ki                                                   |
| 2003  | The Twins Effect                      | Helen                                                     |
| 2003  | The Death Curse                       | Ding Sze                                                  |
| 2003  | Diva... Ah Hey                        | Kam Dai-Hei                                               |
| 2003  | Love Under the Sun                    |                                                           |
| 2003  | Good Times, Bed Times                 | Tabby (apparition)                                        |
| 2004  | Black Rose Academy                    | Sandy                                                     |
| 2004  | Fantasia                              | La sœur (apparition)                                      |
| 2004  | Hidden Heroes                         | Chan Mei-Ling                                             |
| 2004  | Leave Me Alone                        | Jane                                                      |
| 2004  | Love on the Rocks                     | Crystal Au-yeung Sum-Kit (apparition)                     |
| 2004  | New Police Story                      | SaSa                                                      |
| 2004  | PaPa Loves You                        | Ellen                                                     |
| 2004  | The Attractive One                    | Cameo                                                     |
| 2004  | The Twins Effect II                   | Spring                                                    |
| 2004  | 6 A.M.                                | Herself                                                   |
| 2005  | Bug Me Not!                           | Cameo                                                     |
| 2005  | A Chinese Tall Story                  | Meiyan                                                    |
| 2005  | All About Love                        | Zi Qing                                                   |
| 2005  | House of Fury                         | Ella (apparition)                                         |
| 2006  | Chicken Little                        | Voix du personnage Abby Mallard dans la version chinoise. |
| 2006  | Rob-B-Hood                            | Yan                                                       |
| 2006  | Diary                                 | Winnie Leung Wing-Na                                      |
| 2007  | Twins Mission                         | Jade                                                      |
| 2007  | Super Fans                            | Sussie                                                    |
| 2007  | Simply Actors                         | Dani Dan                                                  |
| 2007  | Naraka 19                             | Wendy                                                     |
| 2008  | Kung Fu Dunk                          | Lily                                                      |
| 2008  | The Butterfly Lovers                  | Zhu Yanzhi                                                |
| 2009  | All's Well, Ends Well 2009            | Cameo                                                     |
| 2009  | The Storm Warriors                    |                                                           |
| 2010  | Hot Summer Days                       | Bikini Girl (Cameo)                                       |
| 2010  | Beauty on Duty                        | Zhong Aifang                                              |
| 2010  | Shooters                              | Ting                                                      |
| 2010  | The Jade and the Pearl                | Princesse Yin                                             |
| 2010  | God of Fortune's Inn                  | Avec Nicholas Tse & Nick Cheung                           |
| 2010  | Le Sorcier et le Serpent blanc (2011) | Avec Eva Huang, Jet Li, Raymond Lam                       |
| 2017  | Always Be with You                    | Yu-xin                                                    |
| 2022  | Once Upon a Time in Hong Kong         |                                                           |

### Séries télévisées
| Année | Titre                                | Rôle                                                                   |
| ----- | ------------------------------------ | ---------------------------------------------------------------------- |
| 2000  | Youth Y2K                            |                                                                        |
| 2001  | The Monkey King: Quest for the Sutra | Purple Orchid                                                          |
| 2003  | Triumph in the Skies                 | Cameo                                                                  |
| 2004  | Kung Fu Soccer                       |                                                                        |
| 2004  | Sunshine Heartbeat                   | Cameo                                                                  |
| 2007  | Colours of Love                      |                                                                        |
| 2007  | Life Off Stage                       |                                                                        |
| 2010  | Calling for Love!                    | Chen Dexin                                                             |
| 2010  | Sword Heroes' Fate                   | Filmé entre Juillet et Octobre 2010 ; avec Nicholas Tse et Kenny Kwan. |